# Samo za tvoje oči (1981.)
Samo za tvoje oči (eng. For Your Eyes Only)  britanski je akcijski triler iz 1981. To je 12. film iz serijala o  Jamesu Bondu i 5. s  Rogerom Mooreom u glavnoj ulozi. Temeljen je na dvije kratke priče  Iana Fleminga, "Samo za tvoje oči" i "Risico". Osim toga, korišteni su neki elementi iz romana Živi i pusti umrijeti. U filmu, Bond i Melina Havelock ostaju zapleteni u mreži prijevara grčkog biznismena Aristotlea Kristatosa. Bond traži sustav za lansiranje projektila poznat kao ATAC, dok Melina traži osvetu za smrt svog oca.

## Produkcija
Film Samo za tvoje oči poznat je po uvodnoj sekvenci u kojoj se posljednji put pojavljuje superzlikovac Ernst Stavro Blofeld, Bondov neprijatelj iz prethodnih filmova. Sekvenca je dodana kako bi se predstavio novi glumac koji će utjeloviti Jamesa Bonda, jer se Roger Moore, koji je nastupio u četiri prethodna filma, nevoljko vratio. Film počinje s Bondom koji donosi cvijeće na grob svoje žene, Terese de Vincenzo ili Tracy Bond, ali završava s Blofeldom koji se pokušava osvetiti Bondu zbog uništavanja njegovih planova i propast njegove kriminalne organizacije SPECTRE. Industrijski dimnjak u uvodnoj sceni bio je dio plinare na Sjevernoj Temzi u Londonu.
U ovom filmu Blofeld nije imenovan zbog problema oko autorskih prava jer je Kevin McClory posjedovao prava na roman Operacija Grom u kojem se pojavljuju lik Ernsta Stavro Blofelda, organizacija SPECTRE i mnoštvo drugih materijala povezanih s radnjom filma Operacija Grom.
Ispočetka se činilo kako se Roger Moore neće vratiti kao 007 za ovaj film, pa su se zaredali intervjui i probe za njegovu zamjenu. Najbliže su bili Lewis Collins, poznat po ulozi u filmu Profesionalci, Michael Billington i Ian Ogilvy, koji je kao i Moore postao poznat igrajući Simona Templara u seriji Povratak sveca. Međutim, njihovi pokušaji pali su u vodu kad je Moore potpisao novi ugovor za ulogu superšpijuna.
Film je izazvao i neke kontroverze. Prva od njih bio je poster na kojem je bio ženski model u vrućim hlačicama koji drži samostrel s Bondom između njenih nogu. Ovo je u nekim  američkim državama ocijenjeno kao nepristojno razotkrivanje. U kasnijoj verziji plakata hlačice su presvučene kratkim hlačama. Druga kontroverza se pojavila nakon što je film objavljen, kad je otkriveno da je jedna djevojka, uloga Caroline Cossey (ili Tula), bila transseksualka. Otada kruže urbane legende koje su preuveličale Cosseyinu ulogu od "cure u bazenu" koja ne progovara do nekog tko je snimao "vruće ljubavne scene" s Mooreom. U stvarnosti, Cossey se pojavljuje nakratko, a može se vidjeti u jednoj ili dvije scene.
Samo za tvoje oči označio je kreativnu promjenu u Bond filmovima. John Glen je iz montažera promoviran u redatelja, poziciju koju će zadržati i kroz osamdesete. Rezultat je bila žešća režija s manje naglaska na naprave i raskošne akcijske scene u velikim arenama (koje je preferirao Lewis Gilbert). Više je pažnje posvećeno napetosti, radnji, a Bondov karakter vratio se svojim ozbiljnim korijenima.
Primjer toga je scena u kojoj Bond udara auto s negativcem u njemu preko litice, ubivši ga hladnokrvno, iako je to osveta za prijašnje hladnokrvno ubojstvo agenta Ferrare. Bilo je to, a i danas je, kontroverzno među Bondovim obožavateljima koji nisu vjerovali da bi on mogao počiniti takvo što. Roger Moore također se protivio takvoj sceni u kojoj Bond ubija zlikovca Emilea Locquea, tvrdeći da njegov Bond ne bi učinio nešto takvo. Ovom se, međutim, može suprotstaviti činjenica da je njegov Bond hladnokrvno ubio bar dva, moguće tri, čovjeka u prijašnjem filmu, Špijun koji me volio (ubojica kojeg Bond pušta da padne s krova, zlikovca  Karla Stromberga Bond ubija nakon što je ovaj ostao bez ruku, a moguće i žena koju je Bond uzeo za živi štit tijekom pokušaja ubojstva). Bez obzira na to, scena je bila najsnažniji primjer Bondove dozvole za ubojstvo nakon ubojstva profesora Denta kojeg je eliminirao Sean Connery u filmu Dr. No.
Ovo je jedini film iz cijelog serijala u kojem se ne pojavljuje M. Bernard Lee umro je pripremajući se za film, ali producenti nisu angažirali drugog glumca iz poštovanja. Gđica. Moneypenny, M-ova osobna tajnica u filmu kaže da je on na odmoru. U njegovu stolicu zasjeo je 'šef stožera', Bill Tanner, a M-ove rečenice podijelili su Tanner i sir Frederick Gray (ministar obrane). Lik M-a se ponovno se pojavio u filmu Octopussy.
Kako bi se izmiješale radnje dviju kratkih priča, one su pretrpjele nekoliko promjena kako bi se prilagodile filmu. Budući da je film radnjom smješten u  Grčku, koja je bliže radnji Risica nego Samo za tvoje oči Havelockovi su od  Jamajčana postali američko-grčki par (g. Havelock je  Englez, a gđa. Havelock je  Grkinja). I Havelockova kćer, "Judy", nazvana je "Melina" kako bi zvučalo uvjerljivije.
Danas se Samo za tvoje oči smatra jednim od najboljih filmova iz serijala, a uz film Špijun koji me volio, smatra se Mooreovim najboljim filmom iz serijala. Film je ukupno zaradio 195 milijuna dolara i postao drugi najuspješniji Bond film, odmah nakon prethodnika, Operacije Svemir. Bio je to i zadnji film koji je sam distribuirao studio United Artists. Nakon spajanja MGM-a i United Artists, filmovi su objavljivani pod zajedničkom etiketom. Od filma Sutra nikad ne umire distribuira ih isključivo MGM.

### Filmske lokacije
- London, Engleska
- Moskva, Rusija
- Madrid, Španjolska
- Krf, Grčka
- Meteora, Grčka
- Albanska obala
- Cortina d'Ampezzo, Italija

### Lokacije snimanja
- Pinewood Studios
- Engleska
- Italija
- Grčka
- Bahami

## Radnja
U uvodnoj sekvenci Bond bježi iz helikoptera kojim upravlja Blofeld daljinskim upravljačem. Okrenuvši helikopter protiv svog neprijatelja, koji se nalazi u motoriziranim invalidskim kolicima, podiže ga i baca u dimnjak - film se tada okreće prema pravoj radnji, potrazi za navigacijskim sustavom za projektile (ATAC). Uređaj je izgubljen u  Jonskom moru nakon što je  britanski špijunski brod St. Georges potopila stara mina i zaplela ga u ribarske mreže. Sustav ATAC korist Ministarstvo obrane kako bi komuniciralo i koordiniralo mornaričke podmornice na kojima se nalaze projektili Polaris. Ako ATAC ukrade druga supersila, balistički projektili s nuklearnim glavama mogli bi se okrenuti na velike gradove na Zapadu.
MI6 angažira sir Timothyja Havelocka, morskog  arheologa, čiju je suprugu ubio kubanski plaćeni ubojica, Hector Gonzalez dok je istraživao olupinu St. Georgesa. Gonzalez je pilotirao hidroplanom kojim je doveo Havelockovu kćer Melinu na jahtu Havelockovih, a onda okrenuo oružje skriveno u avionu na Havelockove. Samo je Melina peživjela. Bond je poslan kako bi istražio tko je poslao Gonzaleza, ali ga preduhitri Melina, koja ubija Gonzaleza prije nego što ga je ovaj uspio pronaći.
Nakon što je identificirao ubojicu na Gonzalezovu imanju (Locquea) koji se tu pojavio kako bi ga isplatio, Bonda trag vodi do dobro povezanog grčkog biznismena i obvještajnog doušnika, Arisa Kristatosa, koji mu kaže kako čovjek kojeg je vidio radi za Miloša Columba, grčkog krijumčara. Ali nakon što se sukobio s Columbom, Bond shvaća da Locque zapravo radi za Kristatosa, koji je agent KGB-a. Kristatos pokušava za KGB nabaviti ATAC, a Columba je označio kao zlikovca jer potonji zna previše o Kristatosovim vezama s KGB-om.
Columbo dokazuje ovu vezu Bondu dopustivši mu da sudjeluje u napadu na jednu od Kristatosovih tvornica gdje pronalaze Locquea. Nakon pokušaja bijega, Locque ostaje zarobljen u svom autu na rubu krfske tvrđave. Dolazi Bond i udara auto koje pada s litice.
Na vrhuncu filma, Bond, Columbova ekipa i Melina upadaju u manastir na vrhu brda koji je Kristatos koristio kako bi se sastao s Gogoljem da mu preda ATAC. U manastir se dolazi u otvorenoj košari obješenoj za dizalicu, ali nju čuvaju stražari, pa Bond kreće strmom stranom planine. Nakon što je stigao na vrh, pomaže svojoj ekipi da se popne u košari. Bond na kraju preuzima ATAC i baca ga s litice (gdje se uređaj razbija u komadiće) kako ne bi riskirao da ga uzme šef KGB-a, general Gogolj, koji mu sarkastično dobacuje: "To je detant, druže. Ti ga nemaš, ja ga nemam."

## Glumci
- Roger Moore - James Bond
- Lois Maxwell - Gđica. Moneypenny
- Desmond Llewelyn - Q
- James Villiers - Šef stožera Bill Tanner
- John Hollis - Ernst Stavro Blofeld
- Carole Bouquet - Melina Havelock
- Topol - Miloš Columbo
- Lynn-Holly Johnson - Bibi Dahl
- Julian Glover - Aristotle Kristatos
- Cassandra Harris - Grofica List von Schlaf
- Jill Bennett - Jacoba Brink
- Michael Gothard - Emile Locque
- John Wyman - Erich Kriegler
- Stefan Kalipha - Hector Gonzalez
- Geoffrey Keen - Ministar obrane Fredrick Gray
- Walter Gotell - General Gogolj
- Eva Rueber-Staier - Rubljović

## Vanjske poveznice
- Samo za tvoje oči u internetskoj bazi filmova IMDb-a
- Samo za tvoje oči na Rotten Tomatoes
- Samo za tvoje oči na Box Office Mojo
- MGM's official For Your Eyes Only website